# Triumfetta grandiflora
Triumfetta grandiflora är en malvaväxtart som beskrevs av Vahl. Triumfetta grandiflora ingår i släktet triumfettor, och familjen malvaväxter. Inga underarter finns listade i Catalogue of Life.